# メキシクールズ
メキシクール、またはメキシクールス（Mexicools）は、アメリカ合衆国のプロレス団体WWEに存在していた、プロレスラーのユニットの名称である。SmackDown!側で活動した。メンバーはシコシス、スーパー・クレイジー、フベントゥの3人。フベントゥの解雇以降は2人で活動し、2006年に解散した。大型、または小型のデコレーションされた芝刈り機に乗って入場する（なぜ芝刈り機なのかは、米国に住むメキシコ人は大概庭師、という偏見を多数のアメリカ人が持っている為とされている）。

## 来歴
2005年6月のSmackDown!でのポール・ロンドン vs チャボ・ゲレロのクルーザー級王座戦中に突如乱入して初登場。イメージされやすいステレオタイプのままのメキシコ人ギミックで、全員陽気なヒールとして登場した。その後もクルーザー級の試合に乱入しては試合をぶち壊したり控え室での悪ふざけを繰り返し、すぐには試合が組まれなかったが、Grate American Bash 2005でbWoと対戦し勝利。その後はSmackDown!の前座番組ヴェロシティ内でナンジオ＆ヴィトーとのメキシコ vs イタリアという構図での抗争が始まり、それに伴いベビーターン。No Mercy 2005ではフベントゥがナンジオからクルーザー級王座を奪取した。
2006年にフベントゥが素行不良によって解雇された。同年にはシコシス、スペル・クレイジーが初のロイヤルランブル戦出場を決めている。それ以降はヴェロシティ中心での活動になったが2人が対立して解散（直後にシコシスが解雇されて再結成の可能性も無くなった）。

## メンバー
- フベントゥ
- シコシス（初代）
- スーパー・クレイジー